# Notre-Dame-de-Sanilhac
Notre-Dame-de-Sanilhac era una comuna francesa situada en el departamento de Dordoña, de la región de Nueva Aquitania, que el 1 de enero de 2017 pasó a ser una comuna delegada de la comuna nueva de Sanilhac al fusionarse con las comunas de Breuilh y Marsaneix.

## Demografía
| Gráfica de evolución demográfica de Notre-Dame-de-Sanilhac entre 1800 y 2014 |
|                                                                              |

Los datos demográficos contemplados en este gráfico de la comuna de Notre-Dame-de-Sanilhac se han cogido de 1800 a 1999 de la página francesa EHESS/Cassini, y los demás datos de la página del INSEE.